# بيل سميث (ملحن أمريكي)
بيل سميث (بالإنجليزية: Bill Smith)‏ هو عازف جاز وملحن أمريكي، ولد في 22 سبتمبر 1926 في ساكرامنتو في الولايات المتحدة.

## وصلات خارجية
- بيل سميث على موقع IMDb (الإنجليزية)
- بيل سميث على موقع ميوزك برينز (الإنجليزية)
- بيل سميث على موقع أول ميوزيك (الإنجليزية)
- بيل سميث على موقع ديسكوغز (الإنجليزية)
- بيل سميث على موقع قاعدة بيانات الفيلم (الإنجليزية)